# エレン・ホルマン
エレン・ホルマン（Ellen Hollman、1983年4月1日 - ）は、アメリカ合衆国の女優。

## 出演作品
- スパルタカスIII ザ・ファイナル（ザクサ）
- スパルタカスII（ザクサ）
- YES/NO イエス・ノー（ケイト）
- NUMBERS 天才数学者の事件ファイル シーズン6
- ミディアム 霊能者アリソン・デュボア シーズン6
- ザ・プロテクター/狙われる証人たち シーズン2
- アサイラム 狂気の密室病棟
- クリミナル・マインド FBI行動分析課 シーズン3
- The O.C. シーズン4
- ロードハウス2 復讐の鉄拳
- スコーピオンキング4
- ラブ&モンスターズ